# 도널드 페이손
도널드 페이존(Donald Faison, 영어 발음: /ˈfeɪzɒn/, 1974년 6월 22일 ~ )은 미국의 배우, 희극인이다.

## 출연 작품

### 영화
- 클루리스 (1995)
- 사랑을 기다리며 (1995)
- 리멤버 타이탄 (2000)
- 업타운 걸스 (2003)
- 스카이라인 (2010)
- 킥 애스 2: 겁 없는 녀석들 (2013)

### 텔레비전
- 스크럽스 (2001-10)
- 디 엑시즈 (2011-15)